# Élections législatives swazies de 2008
Des élections législatives se sont tenues au Swaziland le 19 septembre 2008. Il s'agit de la première élection depuis la réforme constitutionnelle de 2006, qui instaura la liberté d'association, mais ne permit toujours pas la création de partis politiques. L'ensemble des candidats briguant 55 des 65 sièges à l'Assemblée nationale étaient donc officiellement des indépendants; les dix sièges restants revinrent à des personnes nommées par le roi Mswati III. L'agence Associated Press annonça que peu d'électeurs s'étaient déplacés pour voter, et que l'Assemblée nationale est « privée de tout pouvoir et entièrement soumise au roi ».
Mario Masuku, dirigeant du Mouvement démocratique uni du peuple, parti politique swazi interdit, déclara : « Au Swaziland, il n’y a pas d’élections. Il y a seulement une sélection de personnes qui font ce que leur dit le roi. » Pour sa part, Mzwandile Fakudze, vice-président de la commission électorale, affirma que les élections seraient « libres et justes ».
À la suite de l'annonce des résultats, un nouveau premier ministre sera nommé par le roi.